# Йоахім Андерсен
Йоакім Андерсен (дан. Joachim Andersen, данська вимова: [ˈɑnɐsn̩] нар. 31 травня 1996, Фредеріксберг) — данський футболіст, захисник англійського клубу «Фулгем».
Виступав, зокрема, за клуби «Твенте», «Сампдорія» та «Крістал Пелес», а також національну збірну Данії.

## Клубна кар'єра

### Ранні роки
Народився 31 травня 1996 року в місті Фредеріксберг. 
Андерсен почав займатися футболом у віці 4 років в місцевому клубі «Греве», де грав з 2000 по 2009 рік. Потім він приєднався до академії «Копенгагена», а коли Йоахіму було 15 років, він став гравцем юнацької команди до «Мідтьюлланна». У 2013 році він підписав молодіжний контракт з «Твенте», нідерландський клуб виплатив «Мідтьюлланну» близько 5 млн данських крон (650 тис. євро).

### «Твенте»
8 листопада 2013 року Андерсен дебютував у складі «Йонг Твенте», відігравши повний матч проти «Телстара»., в якій провів чотири сезони, взявши участь у 40 матчах чемпіонату. Всього за «Йонг Твенте» відіграв 47 матчів у всіх турнірах.
7 березня 2015 року він отримав свій шанс у першій команді, вийшовши у матчі проти клубу «Віллем II» на останні 20 хвилин. Через тиждень він підписав новий контракт з «Твенте» до 2018 року. У 2015 році Андерсен став найкращим данським гравцем до 19 років за версією Данського футбольного союзу.
22 березня вийшов з перших хвилин у матчі проти «Гронінгена» і забив перший гол за першу команду. Щоразу отримував дедалі більше часу у складі першої команди. Він продовжував свій розвиток і став основним гравцем команди у сезоні 2015–16. 
Відіграв за команду з Енсхеде три сезони своєї ігрової кар'єри.

### «Сампдорія»
26 серпня 2017 року уклав контракт з італійським клубом «Сампдорія». Він мав пропозиції від інших клубів з різних ліг, але обрав Сампдорію для розвитку в Серії А., у складі якого провів наступні два роки своєї кар'єри гравця. 
Андерсен дебютував за новий клуб 25 лютого 2018 року в матчі проти «Удінезе». У тому сезоні він провів ще сім матчів, а з початку сезону 2018–19 став регулярним стартером, тим самим привертаючи увагу інших клубів. У другому сезоні він пропустив лише одну гру через дискваліфікацію. «Сампдорія» запропонувала йому новий контракт до літа 2022 року, який він підписав 8 листопада 2018 року.

### «Ліон»
12 липня 2019 року Андерсен підписав п’ятирічний контракт з французьким «Ліоном». Вартість трансферу склала 30 млн євро (24+6 млн бонусів), Андерсен став рекордним трансфером «Ліона». Це також рекордна вартість трансферу для футболістів з Данії.
2 жовтня він дебютував у Лізі чемпіонів у матчі проти «РБ Лейпциг», а 11 листопада забив свій перший гол у цьому турнірі у переможному матчі проти «Бенфіки» (3:1).
5 жовтня 2020 року Андерсен приєднався до клубу англійської Прем'єр-ліги «Фулгема» на правах сезонної оренди. Всього за сезон відіграв за лондонський клуб 31 матч в національному чемпіонаті.

### «Крістал Пелес»
28 липня 2021 року «Крістал Пелес» оголосив про підписання Андерсена на 5 років; англійський клуб заплатив «Ліону» 17,5 млн євро.

## Виступи за збірні
2012 року дебютував у складі юнацької збірної Данії (U-16), загалом на юнацькому рівні взяв участь у 18 іграх.
Протягом 2015–2018 років залучався до складу молодіжної збірної Данії. На молодіжному рівні зіграв у 16 офіційних матчах.
2019 року дебютував в офіційних матчах у складі національної збірної Данії.
У травні 2021 року Андерсен був включений до заявки національної збірної Данії на чемпіонат Європи 2020 року.
| Дата       | Місто      | Господарі  | Результат  | Гості                | Турнір                               | Голи | Примітки |
| ---------- | ---------- | ---------- | ---------- | -------------------- | ------------------------------------ | ---- | -------- |
| 15-10-2019 | Ольборг    | Данія      | 4 – 0      | Люксембург           | товариський матч                     | -    | 83'      |
| 25-3-2021  | Тель-Авів  | Ізраїль    | 0 – 2      | Данія                | Відбір до ЧС 2022                    | -    | 77'      |
| 28-3-2021  | Гернінг    | Данія      | 8 – 0      | Молдова              | Відбір до ЧС 2022                    | -    |          |
| 31-3-2021  | Відень     | Австрія    | 0 – 4      | Данія                | Відбір до ЧС 2022                    | -    | 65'      |
| 6-6-2021   | Бреннбю    | Данія      | 2 – 0      | Боснія і Герцеговина | товариський матч                     | -    | 46'      |
| 26-6-2021  | Амстердам  | Уельс      | 0 – 4      | Данія                | ЧЄ 2020 - 1/8 фіналу                 | -    | 77'      |
| 3-7-2021   | Баку       | Чехія      | 1 – 2      | Данія                | ЧЄ 2020 - чвертьфінал                | -    | 81'      |
| 7-7-2021   | Лондон     | Англія     | 2 – 1 д.ч. | Данія                | ЧЄ 2020 - півфінал                   | -    | 79'      |
| 1-9-2021   | Копенгаген | Данія      | 2 – 0      | Шотландія            | Відбір до ЧС 2022                    | -    |          |
| 7-9-2021   | Копенгаген | Данія      | 5 – 0      | Ізраїль              | Відбір до ЧС 2022                    | -    |          |
| 9-10-2021  | Кишинів    | Молдова    | 0 – 4      | Данія                | Відбір до ЧС 2022                    | -    | 65'      |
| 26-3-2022  | Амстердам  | Нідерланди | 4 – 2      | Данія                | товариський матч                     | -    |          |
| 29-3-2022  | Копенгаген | Данія      | 3 – 0      | Сербія               | товариський матч                     | -    | 67'      |
| 3-6-2022   | Сен-Дені   | Франція    | 1 – 2      | Данія                | Ліга націй УЄФА 2022-2023 - 1-й етап | -    |          |
| 6-6-2022   | Відень     | Австрія    | 1 – 2      | Данія                | Ліга націй УЄФА 2022-2023 - 1-й етап | -    |          |
| Усього     |            | Матчів     | 15         |                      | Голів                                | 0    |          |